# 꾹꾹이

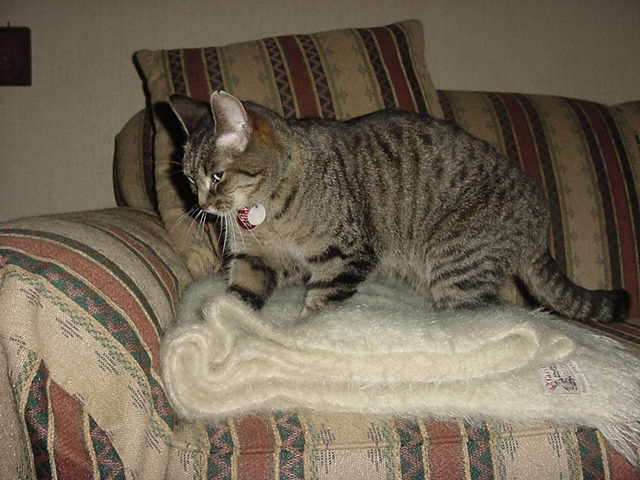
꾹꾹이를 하고 있는 고양이.

고양이의 꾹꾹이 움직임

꾹꾹이는 고양이가 편안함을 느낄 때 자주 관찰되는 행동으로, 가구나 카펫과 같은 표면, 또는 다른 반려동물이나 사람을 향해 앞발을 밀었다 당겼다 하는 행동을 말한다. 이때 오른쪽과 왼쪽 발을 번갈아가며 움직이며, 마치 반죽을 하듯이 발톱을 쥐었다 폈다 하는 동작이 각 동작마다 수반된다.

## 설명
고양이가 꾹꾹이 하는 것을 설명하는 여러 가지 이론들이 있다.
고양이가 꾹꾹이 하는 것은 고양이의 야생의 조상들이 쉬어야 할 임시 보금자리를 만들기 위해 풀이나 잎을
밟아야 했던데서 비롯되었을 수도 있다. 또는 새끼고양이가 젖 분비를 자극하기 위해 어미의 젖을 꾹꾹이한 것의 잔재 일수도 있다. 가장 강력한 이론은 주인과 고양이의 사이의 의사소통의 한 형태라는 이론이다.
꾹꾹이를 하는 것은 종종 잠자는 것의 전조가 되기도 한다.많은 고양이들은 꾹꾹이를 하면서 동시에 가르랑을 하는데 고양이들은 갓 태어났을 때,주인이 먹이를 줄 때, 또는 어미의 젖을 먹으려고 할 때 가르랑 거린다. 두 행동 사이의 공통적인 연관성은
꾹꾹이의 기원을 잔존된 본능으로 나타낼 수 있다는 것이다. 일부 전문가들은 고양이를 기분 좋게 만들기 위해서는 인간의 스트레칭과 같은 방법으로 꾹꾹이 하는 것을 고려한다.

## 활동
고양이는 발톱을 드러내기 위해 발가락을 벌린 다음 발을 들어올릴 때 발톱을 닫으면서 발로 아래쪽으로 강하게 압력을 가한다.
1~2초 간격으로 다른 발을 번갈아가면서 사용한다. 고양이들이 주인의 무릎 위에 앉으면서 이런 행동을 할 때도 있다. 고양이가 크거나 힘이 세거나 날카로운 발톱을 가지고 있다면 꾹꾹이가 고통스러울 수 있다. 고양이들은 다리의 단단한 표면에 행복하게 앉아있겠지만, 부드럽거나 말랑한 표면만 꾹꾹이할 것이다. 어떤 고양이들은 부드럽거나 말랑한 표면을 반죽하는 대신에 반사적으로 단단한 표면에서 꾹꾹이를 할 것이다. 고양이는 꾹꾹이를 동안 다른 것에게 방해받으면 스트레스 받거나 놀란 것처럼 보일 수 있다.

## 같이 보기
- 가르랑